# Atletism la Jocurile Olimpice de vară din 1984 - 1.500 m (feminin)
Proba de 1500 de metri feminin de la Jocurile Olimpice de vară din 1984 a avut loc în perioada 9-11 august 1984 pe Los Angeles Memorial Coliseum.

## Recorduri
Înaintea acestei competiții, recordurile mondiale și olimpice erau următoarele:
| Record  | Atletă                  | Timp    | Loc                        | Data          |
| ------- | ----------------------- | ------- | -------------------------- | ------------- |
| Mondial | Tatiana Kazankina (URS) | 3:52,47 | Zürich, Elveția            | 3 august 1980 |
| Olimpic | Tatiana Kazankina (URS) | 3:56,56 | Moscova, Uniunea Sovietică | 6 iulie 1980  |

## Rezultate

### Calificări
S-au calificat în finală primele patru atlete din fiecare serie și următoarele atlete cu cei mai buni patru timpi. 

#### Seria 1
| Loc | Atletă               | Țară                       | Timp    |
| --- | -------------------- | -------------------------- | ------- |
| 1   | Christine Benning    | Marea Britanie             | 4:10,48 |
| 1   | Doina Melinte        | România                    | 4:10,48 |
| 3   | Fița Lovin           | România                    | 4:10,58 |
| 4   | Roswitha Gerdes      | Germania de Vest           | 4:10,64 |
| 4   | Brit McRoberts       | Canada                     | 4:10,64 |
| 6   | Elly van Hulst       | Olanda                     | 4:10,69 |
| 7   | Mission Kane         | Statele Unite ale Americii | 4:11,86 |
| 8   | Diana Richburg       | Statele Unite ale Americii | 4:13,35 |
| 9   | Helen Ritter         | Liechtenstein              | 4:19,39 |
| 10  | Justina Chepchirchir | Kenya                      | 4:21,97 |
| 11  | Laverne Bryan        | Antigua și Barbuda         | 4:32,44 |
| 12  | Kriscia García       | El Salvador                | 4:38,00 |

#### Seria 2
| Loc | Atletă                | Țară                       | Timp    |
| --- | --------------------- | -------------------------- | ------- |
| 1   | Gabriella Dorio       | Italia                     | 4:04,51 |
| 2   | Maricica Puică        | România                    | 4:05,30 |
| 3   | Ruth Wysocki          | Statele Unite ale Americii | 4:05,65 |
| 4   | Christina Boxer       | Marea Britanie             | 4:07,40 |
| 5   | Lynne MacDougall      | Marea Britanie             | 4:09,08 |
| 6   | Debbie Scott          | Canada                     | 4:09,16 |
| 7   | Jill McCabe           | Suedia                     | 4:16,48 |
| 8   | Alejandra Ramos       | Chile                      | 4:22,03 |
| 9   | Liliana Gongora       | Argentina                  | 4:28,02 |
| 10  | Mariciane Mukamurenzi | Rwanda                     | 4:31,56 |
| –   | Margrit Klinger       | Germania de Vest           | NS      |

### Finala
| Loc | Atletă            | Țară                       | Timp    |
| --- | ----------------- | -------------------------- | ------- |
| 1   | Gabriella Dorio   | Italia                     | 4:03,25 |
| 2   | Doina Melinte     | România                    | 4:03,76 |
| 3   | Maricica Puică    | România                    | 4:04,15 |
| 4   | Roswitha Gerdes   | Germania de Vest           | 4:04,41 |
| 5   | Christine Benning | Marea Britanie             | 4:04,70 |
| 6   | Christina Boxer   | Marea Britanie             | 4:05,53 |
| 7   | Brit McRoberts    | Canada                     | 4:05,98 |
| 8   | Ruth Wysocki      | Statele Unite ale Americii | 4:08,32 |
| 9   | Fița Lovin        | România                    | 4:09,11 |
| 10  | Debbie Scott      | Canada                     | 4:10,41 |
| 11  | Lynne MacDougall  | Marea Britanie             | 4:10,58 |
| 12  | Elly van Hulst    | Olanda                     | 4:11,58 |